# Cecil Blachford
Cecil W. Blachford, kanadski profesionalni hokejist, * 24. junij 1880, Montreal, Quebec, Kanada, † 10. maj 1965, Montreal, Quebec, Kanada.
V karieri je igral za Montreal Hockey Club in Montreal Wanderers. V letih 1903, 1906, 1907, 1908 in 1910 je osvojil Stanleyjev pokal, leta 1906 in 1908 v kapetanski vlogi. 

## Kariera
Blachford se je rodil v Montrealu in igral hokej na ledu v mladinski kategoriji za moštvo Montreal Mintos v sezoni 1898/99, preden je naslednjo sezono napredoval do članskega amaterskega moštva Montreal Stirling, za katerega je igral do 1902. Zatem se je pridružil moštvu Montreal Hockey Club, ki je tedaj nosil vzdevek "Little Men of Iron" ("Mali jekleni možje"), in zanj igral eno tekmo rednega dela sezone in dve tekmi končnice za Stanleyjev pokal, v kateri je pripomogel k zmagi nad moštvom Winnipeg Victorias. Po sezoni je s številnimi soigralci klub zapustil, da bi postal član novega moštva Montreal Wanderers, za katerega je nepretrgoma igral do konca sezone 1907/08. Od 1906 do 1908 je bil kapetan moštva.
V sezoni 1906 je izpustil večino tekem zaradi zastrupitve krvi. V sezoni 1907 pa je bil žrtev udarca v glavo s strani hokejista Ottawe Charlieja Spittala. Kasneje je bil Spittal za svoje dejanje obsojen na sodišču. Po sezoni 1908 se je upokojil, a se je nato za sezono 1909/10 lige NHA vrnil v moštvo Wanderersov in osvojil še svoj peti Stanleyjev pokal. 
Umrl je leta 1965 v Montrealu.